# James Ehnes
James Ehnes (Brandon, 27 gennaio 1976) è un violinista canadese.

## Biografia
James Ehnes  è nato a Brandon (Manitoba).
Inizia lo studio del violino all'età di quattro anni e all'età di nove anni diventa un allievo del violinista canadese Francis Chaplin (1927-1993). A 13 anni ha fatto il suo debutto con l'Orchestre Symphonique de Montréal. Poi studia con Sally Thomas alla Meadowmount School of Music e dal 1993 al 1997 alla Juilliard School, vincendo il premio “Peter Mennin”.
Nell'ottobre 2005 ha conseguito il Doctor of Music presso la Brandon University e nel luglio 2007 è diventato il più giovane eletto come ‘Fellow’ della “Royal Society of Canada” (FRSC). Nel 2010 è stato nominato membro dell'“Order of Canada” (CM).
Ha iniziato ad incidere nel 1995 per la Telarc; in seguito ha inciso per Onyx, Chandos, Naxos, Analekta, CBC Records, Black Box. Ha debuttato con l’incisione del 24 Capricci di Paganini per la Telarc; nel 2009 li ha nuovamente incisi per la Onyx.
Le sue incisioni hanno vinto numerosi premi e riconoscimenti, tra cui 9 Junos, un Grammy e un Gramophone Award. Ehnes è direttore artistico della Seattle Chamber Music Society.
Nel 2010 Ehnes e altri 3 musicisti, il violinista Amy Schwartz Moretti, il violista Richard O'Neill e il violoncellista Robert deMaine hanno fondato l’Ehnes Quartet. Ehnes si esibisce sullo Stradivari ‘ex-Marsick’ del 1715 della David Fulton Collection.
Ehnes vive a Bradenton, Florida, con sua moglie e i suoi due figli.